# 中国人民抗日战争纪念石鼓园

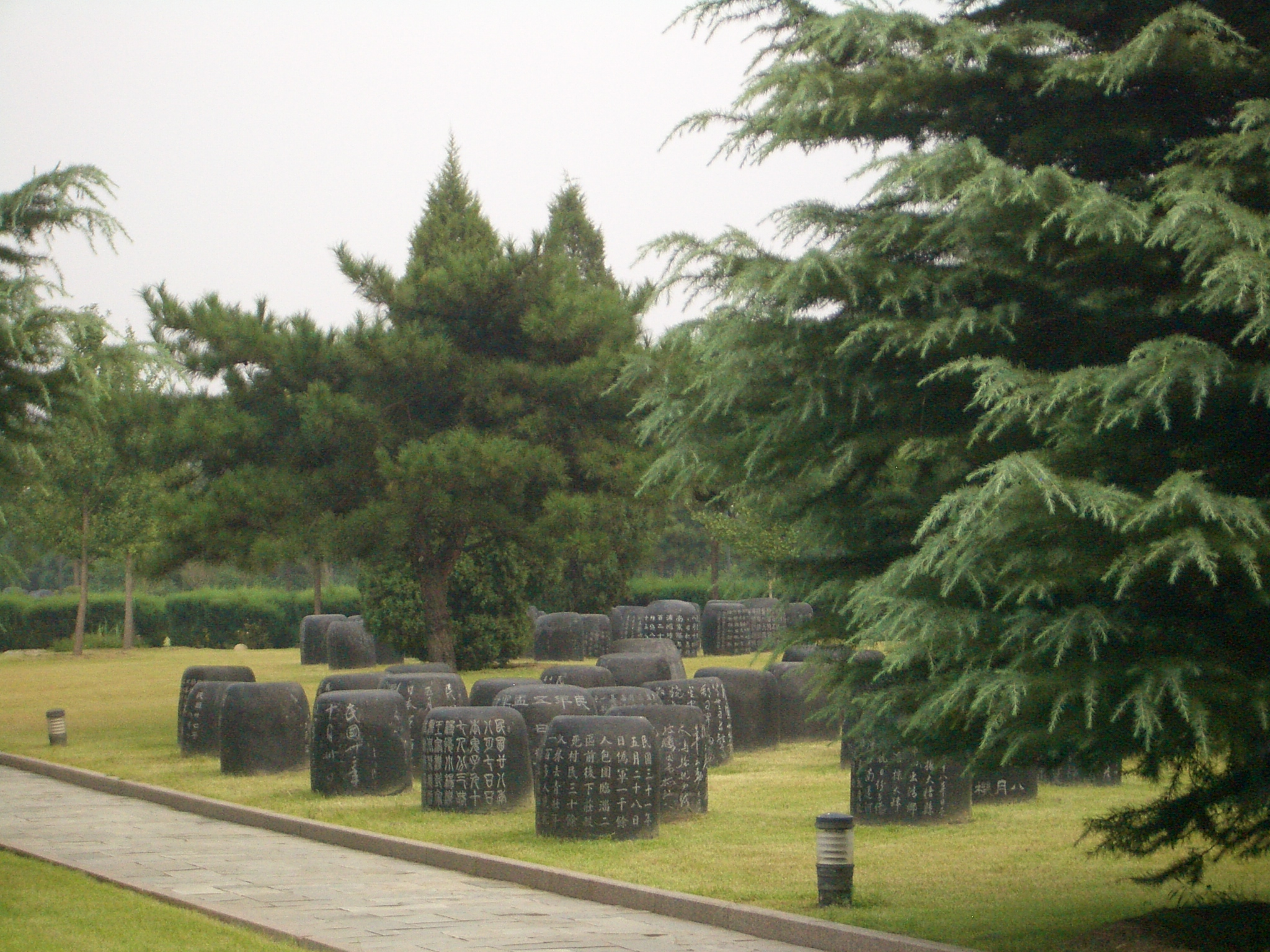
宛平城南城墙外摆放的石鼓

中国人民抗日战争纪念石鼓园，是2003年起在北京市丰台区宛平城地区世纪森林公园内筹建的一座园中园，2008年撤消。

## 简介
2003年，中国人民抗日战争纪念石鼓园由蔡学仕开始筹建，是世纪森林公园的园中园，占地面积350亩，里面准备摆放蔡学仕制作的千余只抗战纪念石鼓。

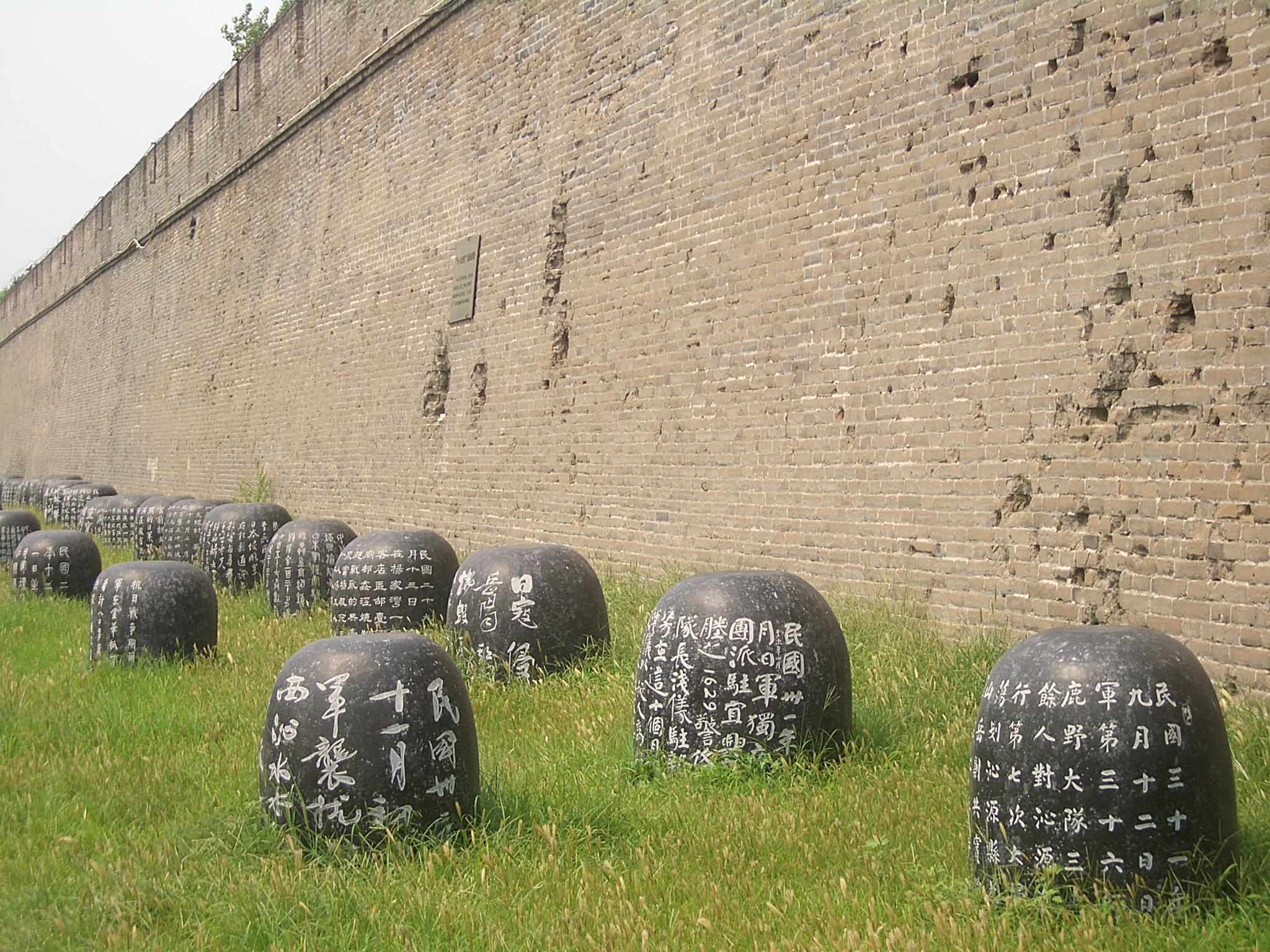
宛平城南城墙下摆放的石鼓

蔡学仕出生于广东澄海，原先是汕头的书画收藏家，中国书法家协会会员。1987年，24岁的蔡学仕开始自费制作3800只抗战纪念石鼓，从陕西陈仓采购青石，请中国各地书法家或名人为石鼓写铭文，铭文选自中国史学会编纂的《血证：侵华日军暴行纪实日志》，每只石鼓刻日志一篇，记述侵华日军暴行。中国国民党元老陈立夫、老舍夫人胡絜青、国画家赵少昂、书法家李铎、原国家文物局局长孙轶青等人纷纷赠字。到2008年，已有大约3000人为石鼓写铭文，书体有楷、隶、行、草、篆等，每鼓配有3到8种中外文字翻译。每鼓中间镂空，用鼓槌敲击可发出鼓声。

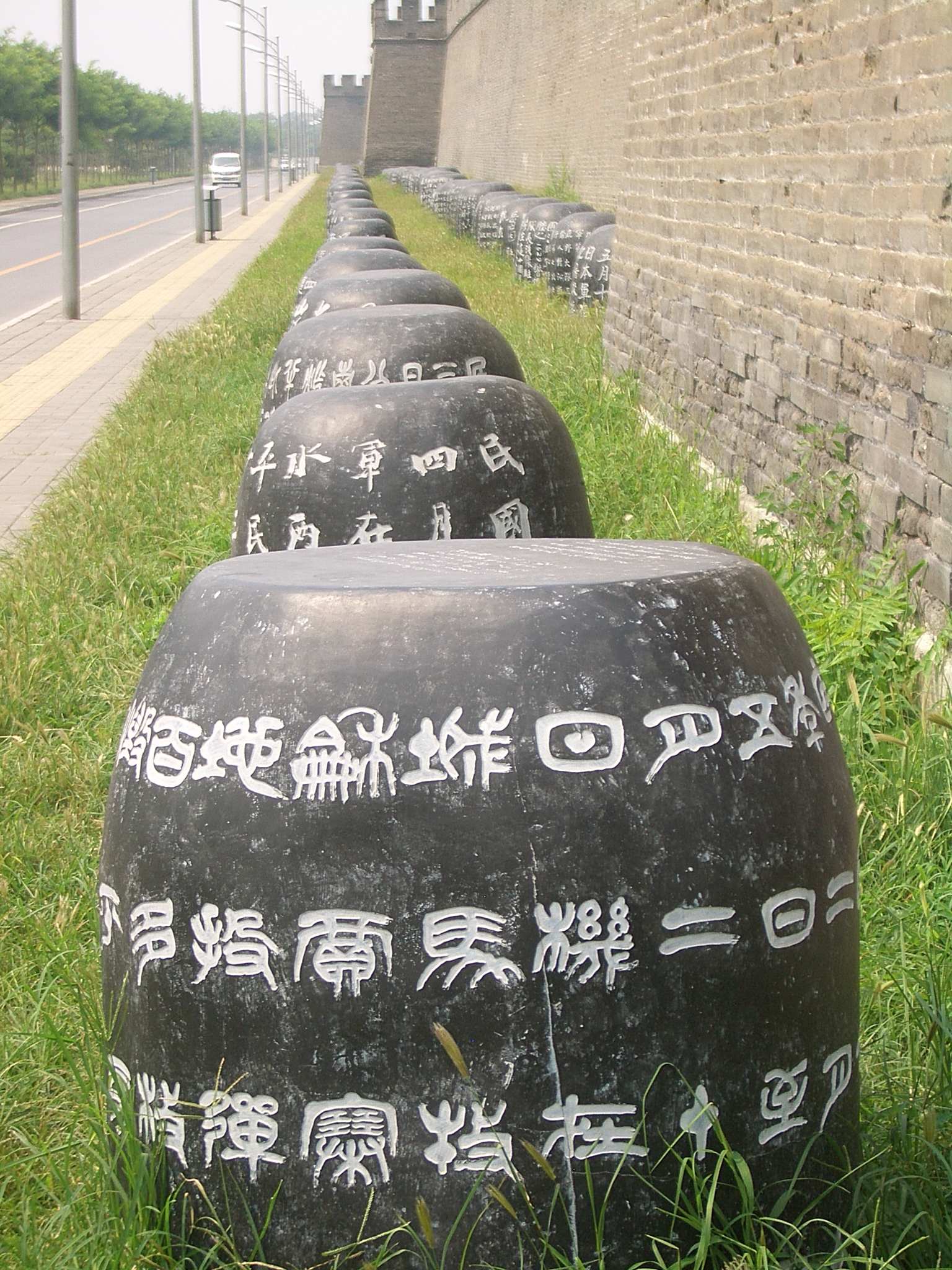
宛平城南城墙下摆放的石鼓

2000年，蔡学仕致信中国人民抗日战争纪念馆寻求合作。随后，蔡学仕免费将已完成的2700余只石鼓提供给中国人民抗日战争雕塑园展出。2001年底，石鼓抵达北京，入展雕塑园。但后来有人认为雕塑园内石鼓密度过高，所以除近500只石鼓留在雕塑园内以及宛平城墙下之外，其他大部分石鼓被转移到附近的世纪森林公园。

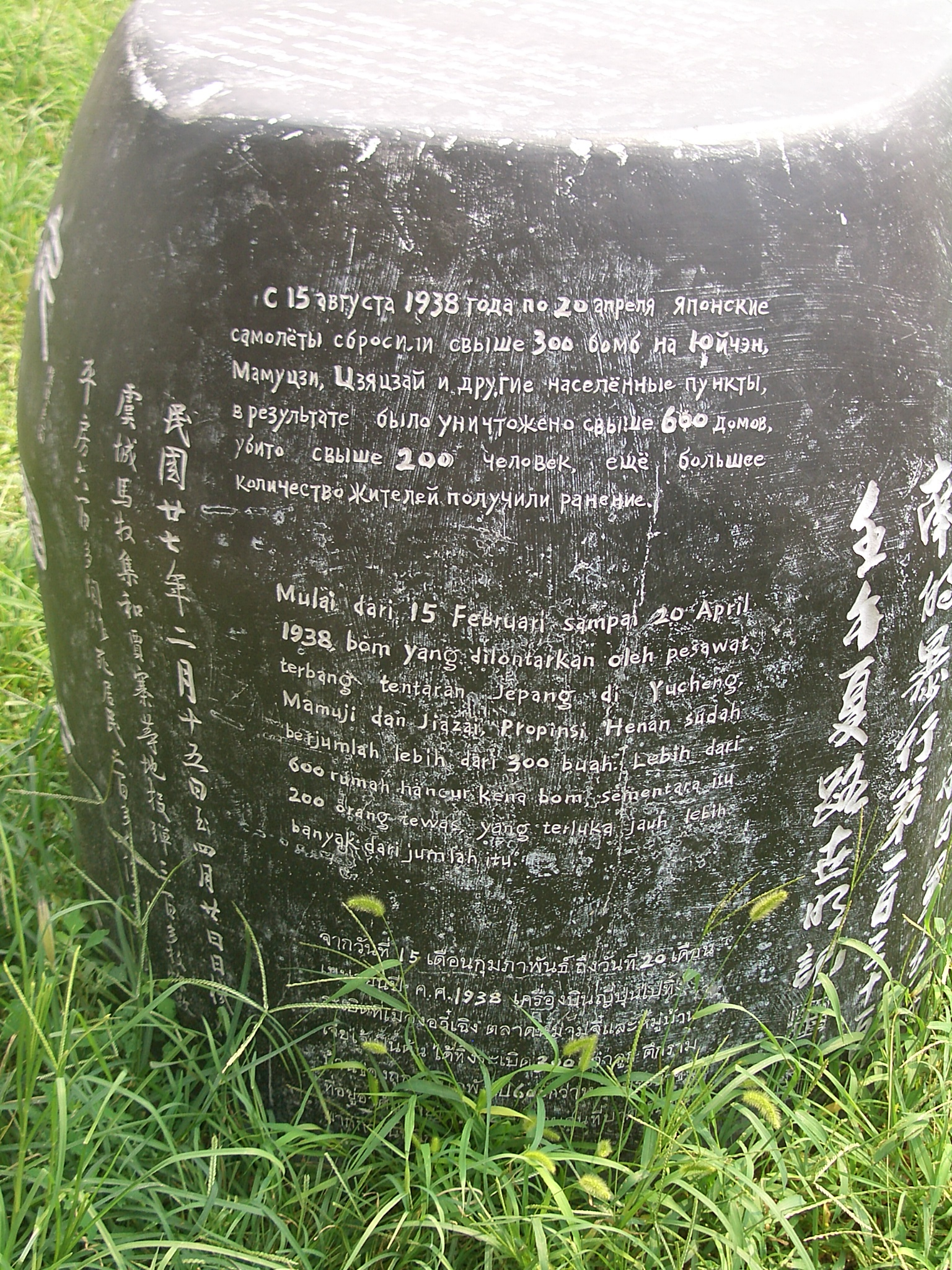
宛平城南城墙下摆放的石鼓

2003年，丰台区老庄子乡人民政府（后被并入宛平城地区办事处）“为宏扬和培育爱国主义精神”，在世纪森林公园内特别划出350亩林地，“长期提供给蔡学仕用于筹建中国人民抗日战争纪念石鼓园”。石鼓原本分布在世纪森林公园的道路两侧，从世纪森林公园北部南延至日本方面投资的中日友好林外面。后来，日本人士来这里植树，见到石鼓后感到不妥而提出交涉，园方乃将中日友好林外的石鼓迁走。这之后，园方又将路边石鼓全部迁走，集中堆放在园内四个地点。起初迁进世纪森林公园的石鼓有1300多只，到2008年只剩下930多只。
2008年4月中旬，宛平城地区办事处农村科科长找到蔡学仕，称按新规划，世纪森林公园将建成市民休闲主题公园，并作为首都森林防护带，园内建筑受严格控制，石鼓不能继续放在园内。蔡学仕没有同意。随后，太平岭森林公安派出所介入协调，要求蔡学仕在10日以内将园内石鼓全部搬走。此后蔡学仕与政府方面陷入纠纷。
留在雕塑园内以及宛平城墙下的约500只石鼓至今大部分仍在原地，供游客欣赏。2005年抗战胜利60周年时，摆放在宛平城墙下的石鼓因摆放过于密集，其中四五十只石鼓被移出堆积在中国人民抗日战争雕塑园南门外的空地上。